# خط استاینز تا ویندزور
خط استاینز تا ویندزور (به انگلیسی: Staines to Windsor Line) یکی از خطوط راه‌آهن در کشور انگلستان است.
این خط از شهر ویندزور شروع شده و در شهر استاینز به پایان می‌رسد.